# Olympische Sommerspiele 1912/Wasserspringen – Turmspringen Einzel (Männer)
Das Turmspringen der Männer (einfach und zusammengesetzt) bei den Olympischen Spielen 1912 in Stockholm wurde am 12. und 15. Juli in der Bucht Djurgårdsbrunnsviken ausgetragen.

## Ergebnisse

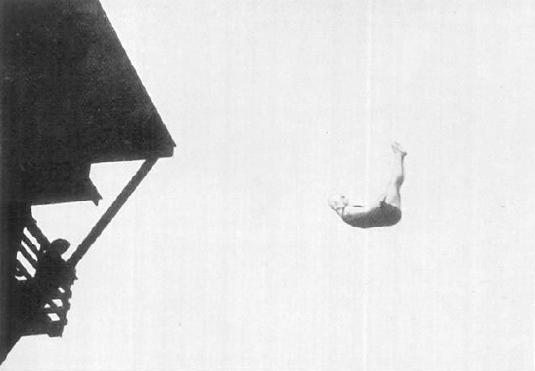
Silbermedaillengewinner Albert Zürner bei einem Sprung

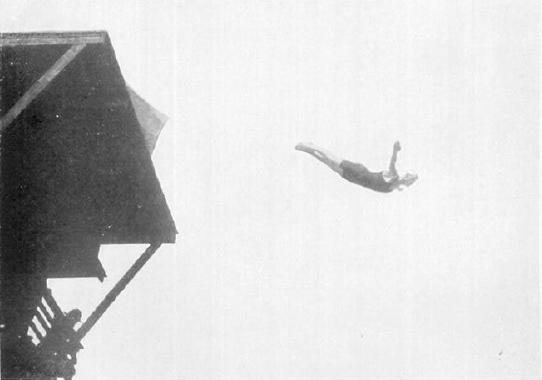
Toivo Aro belegte Platz acht.

### Vorkampf

#### Gruppe 1
| Rang | Athlet            | Nation             | Platzziffer | Punkte |
| ---- | ----------------- | ------------------ | ----------- | ------ |
| 1    | Hjalmar Johansson | Schweden           | 9           | 68,06  |
| 2    | Albert Zürner     | Deutsches Reich    | 14          | 65,04  |
| 3    | Hans Luber        | Deutsches Reich    | 23          | 61,66  |
| 4    | Gösta Sjöberg     | Schweden           | 24          | 62,08  |
| 5    | Ernst Brandsten   | Schweden           | 24          | 61,42  |
| 6    | George Gaidzik    | Vereinigte Staaten | 25          | 62,56  |
| 7    | John Jansson      | Schweden           | 27          | 59,75  |
| 8    | Kurt Behrens      | Deutsches Reich    | 33          | 58,35  |
| 9    | Leo Suni          | Finnland           | 45          | 48,93  |

#### Gruppe 2
| Rang | Athlet           | Nation             | Platzziffer | Punkte |
| ---- | ---------------- | ------------------ | ----------- | ------ |
| 1    | Erik Adlerz      | Schweden           | 6           | 74,76  |
| 2    | Gustaf Blomgren  | Schweden           | 9           | 68,50  |
| 3    | Harald Arbin     | Schweden           | 15          | 62,75  |
| 4    | Ernst Eklund     | Schweden           | 20          | 59,94  |
| 5    | Sigvard Andersen | Norwegen           | 25          | 56,40  |
| 6    | Oskar Wetzell    | Finnland           | 32          | 50,46  |
| 7    | Kalle Kainuvaara | Finnland           | 33          | 48,10  |
|      | Arthur McAleenan | Vereinigte Staaten | DNF         | DNF    |

#### Gruppe 3
| Rang | Athlet           | Nation         | Platzziffer | Punkte |
| ---- | ---------------- | -------------- | ----------- | ------ |
| 1    | Alvin Carlsson   | Schweden       | 7           | 66,98  |
| 2    | George Yvon      | Großbritannien | 9           | 65,70  |
| 3    | Toivo Aro        | Finnland       | 16          | 62,75  |
| 4    | Robert Andersson | Schweden       | 18          | 60,39  |
| 5    | Jens Stefenson   | Schweden       | 25          | 41,54  |
|      | John Lyons       | Kanada         | DNF         | DNF    |

### Finale
| Rang | Athlet            | Nation          | Platzziffer | Punkte |
| ---- | ----------------- | --------------- | ----------- | ------ |
| 1    | Erik Adlerz       | Schweden        | 7           | 73,94  |
| 2    | Albert Zürner     | Deutsches Reich | 10          | 72,60  |
| 3    | Gustaf Blomgren   | Schweden        | 16          | 69,56  |
| 4    | Hjalmar Johansson | Schweden        | 22          | 67,80  |
| 5    | George Yvon       | Großbritannien  | 22          | 67,66  |
| 6    | Harald Arbin      | Schweden        | 31          | 62,62  |
| 7    | Alvin Carlsson    | Schweden        | 32          | 63,16  |
| 8    | Toivo Aro         | Finnland        | 40          | 57,05  |